# Jean-Baptiste Amat
Pour les articles homonymes, voir Amat.
Jean-Baptiste Amat, né le 14 juin 1877 à Layrac-sur-Tarn (Haute-Garonne) et mort le 9 août 1961 à Bessières, est un homme politique français.

## Biographie
Il est élu député de la Haute-Garonne en 1928 sous les couleurs du Parti républicain, radical et radical-socialiste, et est reconduit lors du scrutin de 1932. En 1936, il devient sénateur de ce département et siège au sein du groupe de la Gauche démocratique.  Le 10 juillet 1940, il vote en faveur de la remise des pleins pouvoirs au maréchal Pétain.
Après l'armistice et l'ajournement sine die du Sénat, Jean Amat reprend à Bessières son activité médicale, tout en apportant son aide aux activités de la Résistance dans son département. Cette action le fait bénéficier, dès le 7 février 1945, d'un arrêté préfectoral qui le relève de l'inéligibilité dont il était frappé du fait de son vote du 10 juillet 1940.
Réélu maire de Bessières en 1947, il se consacre à l'aménagement de sa commune

## Sources
- « Jean-Baptiste Amat », dans le Dictionnaire des parlementaires français (1889-1940), sous la direction de Jean Jolly, PUF, 1960 [détail de l’édition]